# Fußball-Oberliga Schleswig-Holstein
Die Oberliga Schleswig-Holstein, aufgrund eines Sponsorings offiziell Flens-Oberliga, – bis zur Saison 2007/2008 Verbandsliga Schleswig-Holstein und Saison 2016/2017 Schleswig-Holstein-Liga – ist die höchste Spielklasse des Schleswig-Holsteinischen Fußball-Verbandes. Sie umfasste bis 2017 18 Mannschaften und gehört als Oberliga zur fünfthöchsten Ebene im Ligasystem in Deutschland. Seit 2017 wird sie mit einer Sollstärke von 16 Teilnehmern als Oberliga bezeichnet. Seither ist die Flensburger Brauerei Namenssponsor der Liga.
Die Vereine des Kreises Pinneberg und zahlreiche weitere aus dem südlichen Landesteil gehören dem benachbarten Hamburger Fußball-Verband an, spielen daher in dessen Ligen.

## Teilnehmer 2025/26
Für die Spielzeit 2025/26 haben sich folgende Vereine sportlich qualifiziert:
- zwei Absteiger aus dem Gebiet Schleswig-Holstein aus der Regionalliga Nord 2024/25:
  -  SV Todesfelde
  -  Holstein Kiel II
- der unterlegene Teilnehmer an den Aufstiegsspielen zur Regionalliga Nord:
  -  Heider SV
- die verbliebenen Mannschaften aus der Oberliga Schleswig-Holstein 2024/25:
  -  FC Kilia Kiel
  -  PSV Union Neumünster
  -  SV Eichede
  -  TSV Nordmark Satrup
  -  SV Preußen Reinfeld
  -  MTSV Hohenwestedt
  -  Oldenburger SV
  -  Eutin 08
  -  TuS Rotenhof
  -  VfR Neumünster
- die Meister der beiden Staffeln der Landesliga 2024/25:
  - Staffel Holstein:  Kaltenkirchener TS
  - Staffel Schleswig:  Inter Türkspor Kiel
- der Sieger der Aufstiegsrunde der Vizemeister der beiden Staffeln der Landesliga 2024/25:  1. FC Phönix Lübeck II

## Modus

### Aufstieg
Der Meister der Oberliga Schleswig-Holstein qualifiziert sich für die Aufstiegsrunde, wobei in den ersten Jahren seit der Regionalliga-Reform von 2008 kein Verein aus dem SHFV aufsteigen konnte oder wollte. 2008/09 sowie 2009/10 gab es außer Holstein Kiel II keine weiteren Bewerber. Einziger Gegner in der Aufstiegsrunde 2009 war FC St. Pauli II. aus der Oberliga Hamburg und als Gesamtsieger beider Spiele stiegen die Hamburger in die Regionalliga auf. 2010 konnte Holstein II durch den Abstieg der eigenen 1. Mannschaft nicht in die Regionalliga aufsteigen, der VfR Neumünster gab sein Vorhaben aus wirtschaftlichen Gründen wieder auf. Seit der erneuten Regionalliga-Reform 2012 sind jedoch vier Vereine aus der Oberliga aufgestiegen.

### Abstieg
Im Regelfall steigen drei Mannschaften in die beiden 2017 neu gebildeten Landesligen ab. Dort gilt der „flexible Spielbetrieb“, das heißt, die Zuordnung kann von den Kreisverbandsgrenzen abweichen und die Vereine haben ein Mitspracherecht. 2024/25 spielen in der...
- Landesliga Schleswig: Vereine aus den Kreisen Schleswig-Flensburg (haben 2012 fusioniert), Nordfriesland, Rendsburg-Eckernförde.
- Landesliga Holstein: Vereine aus den Kreisen Holstein (Plön und Neumünster haben 2019 fusioniert), Segeberg, Stormarn, Herzogtum Lauenburg, Lübeck, Ostholstein, Westküste (Dithmarschen und Steinburg haben 2017 fusioniert)

Vereine aus dem KFV Kiel spielen in beiden Staffeln.

## Geschichte
Seit 1948 gibt es eine eingleisige oberste Spielklasse in Schleswig-Holstein, nachdem ein Jahr zuvor die „Landesliga“ wegen der damaligen Engpässe in der Treibstoffzuteilung zunächst als dreigeteilte Liga gegründet worden war. Die Liga wurde mehrmals umbenannt.
- 1947–53: Landesliga Schleswig-Holstein
- 1953–68: 1. Amateurliga Schleswig-Holstein
- 1968–78: Landesliga Schleswig-Holstein
- 1978–2008: Verbandsliga Schleswig-Holstein
- 2008–2017: Schleswig-Holstein-Liga
- seit 2017: Oberliga Schleswig-Holstein[5][6]

### Gründungsmitglieder der Landesliga 1948/49
Die jeweils ersten vier Mannschaften der drei Staffeln Nord, Ost und West in der vorausgegangenen Landesligasaison 1947/48 qualifizierten sich für die eingleisige Landesliga. Die Meister spielten eine Endrunde um die schleswig-holsteinische Meisterschaft. Gewinner und damit erster Meister war der Itzehoer SV vor Kilia Kiel und dem Eckernförder SV.
Aus der Staffel Nord Saison 1947/48:
- Eckernförder SV
- Flensburg 08
- Husum 18
- ATSV Flensburg

Aus der Staffel Ost Saison 1947/48:
- FC Kilia Kiel
- Phönix Lübeck
- Eutin 08
- Polizei SV Kiel

Aus der Staffel West Saison 1947/48:
- Itzehoer SV
- Fortuna Glückstadt
- FC Union Neumünster
- TSV Brunsbüttelkoog

### Position der Liga im Fußball-Ligasystem in Deutschland
| Jahr      | Klasse | nächsthöhere Klasse                 |
| --------- | ------ | ----------------------------------- |
| 1947–1963 | II     | Oberliga Nord                       |
| 1963–1974 | III    | Regionalliga Nord                   |
| 1974–1994 | IV     | Oberliga Nord                       |
| 1994–2004 | V      | Oberliga Hamburg/Schleswig-Holstein |
| 2004–2008 | V      | Oberliga Nord                       |
| 2008–     | V      | Regionalliga Nord                   |

Nachfolgende Ligen:
- 1947/48: 20 Kreisklassen A
- 1948/49–1967/68: 5–6 Bezirksligen (in vier Bezirken[8])
- 1968/69–1977/78: zwei Verbandsligen Schleswig-Holstein
- 1978/79–1998/99: zwei Landesligen Schleswig-Holstein
- 1999/2000–2007/08: vier Bezirksoberligen Schleswig-Holstein
- 2008/09–2016/17: vier Verbandsligen Schleswig-Holstein
- 2017/18–2019/20, seit 2023/24: zwei Landesligen Schleswig und Holstein[9]
- 2020/21–2022/23: drei Landesligen Schleswig-Holstein

### Meister der Liga
Bereits in der Saison 1946/47 wurde in einer Endrunde in mehreren Einzelrunden unter 20 zuvor auf Bezirksebene qualifizierten Teams ein erster Landesmeister nach dem Zweiten Weltkrieg ermittelt. Die Sieger der Zweiten Hauptrunde (VfB Lübeck, Polizei Kiel, Itzehoer SV und Kilia Kiel) kamen mit Ausnahme von Polizei Kiel in die Endspiele, die als Gruppenspiele („jeder gegen jeden“ zweimal) ausgetragen wurden. Polizei Kiel unterlag in einer Zwischenrunde Holstein Kiel, die in der Zweiten Hauptrunde ein Freilos hatten. Der VfB Lübeck gewann diese Gruppenendspiele der letzten vier Mannschaften, die zugleich als Aufstiegsrunde galten, vor Holstein Kiel, dem Itzehoer SV und Kilia Kiel. Die beiden Erstplatzierten Vereine qualifizierten sich damit sowohl für die neue Oberliga Nord als auch für die Britische Zonenmeisterschaft.
- 1947/48: Itzehoer SV
- 1948/49: Itzehoer SV
- 1949/50: Itzehoer SV
- 1950/51: VfB Lübeck
- 1951/52: VfB Lübeck
- 1952/53: VfR Neumünster
- 1953/54: Itzehoer SV
- 1954/55: VfB Lübeck
- 1955/56: Heider SV
- 1956/57: VfB Lübeck
- 1957/58: Heider SV
- 1958/59: Heider SV
- 1959/60: Heider SV
- 1960/61: Holstein Kiel (Am.)
- 1961/62: Heider SV
- 1962/63: Heider SV
- 1963/64: VfL Oldesloe
- 1964/65: Itzehoer SV
- 1965/66: VfR Neumünster
- 1966/67: Phönix Lübeck
- 1967/68: SV Friedrichsort
- 1968/69: VfB Kiel (siehe[12])
- 1969/70: SV Friedrichsort
- 1970/71: Rendsburger TSV
- 1971/72: Rendsburger TSV
- 1972/73: Flensburg 08
- 1973/74: Flensburg 08
- 1974/75: VfB Lübeck
- 1975/76: VfR Neumünster
- 1976/77: VfB Lübeck
- 1977/78: Phönix Lübeck
- 1978/79: NTSV Strand 08
- 1979/80: VfR Neumünster
- 1980/81: Eutin 08
- 1981/82: Blau-Weiß Friedrichstadt
- 1982/83: Heider SV
- 1983/84: NTSV Strand 08
- 1984/85: Itzehoer SV
- 1985/86: Itzehoer SV
- 1986/87: VfB Lübeck
- 1987/88: TuS Hoisdorf
- 1988/89: VfB Lübeck
- 1989/90: VfB Lübeck
- 1990/91: VfB Kiel
- 1991/92: VfB Lübeck
- 1992/93: VfB Lübeck
- 1993/94: Holstein Kiel II
- 1994/95: TSV Nord Harrislee
- 1995/96: TSB Flensburg
- 1996/97: TSV Altenholz
- 1997/98: TuS Felde
- 1998/99: Eichholzer SV
- 1999/2000: VfR Neumünster
- 2000/01: Husumer SV
- 2001/02: Holstein Kiel II
- 2002/03: FT Eider Büdelsdorf
- 2003/04: VfB Lübeck II
- 2004/05: Itzehoer SV
- 2005/06: SV Henstedt-Rhen
- 2006/07: TSV Kropp
- 2007/08: Holstein Kiel II
- 2008/09: Holstein Kiel II
- 2009/10: Holstein Kiel II
- 2010/11: VfR Neumünster
- 2011/12: VfR Neumünster
- 2012/13: SV Eichede
- 2013/14: VfB Lübeck
- 2014/15: TSV Schilksee
- 2015/16: SV Eichede
- 2016/17: Eutin 08
- 2017/18:  NTSV Strand 08
- 2018/19:  NTSV Strand 08
- 2019/20: SV Todesfelde[13]
- 2020/21: keiner[14]
- 2021/22:  SV Todesfelde
- 2022/23:  FC Kilia Kiel
- 2023/24: SV Todesfelde

### Aufsteiger in die höhere Spielklasse
| Saison  | Verein(e)                           |
| ------- | ----------------------------------- |
| 1947/48 | keiner                              |
| 1948/49 | keiner                              |
| 1949/50 | Itzehoer SV (1.)                    |
| 1950/51 | keiner                              |
| 1951/52 | VfB Lübeck (1.)                     |
| 1952/53 | keiner                              |
| 1953/54 | keiner                              |
| 1954/55 | VfR Neumünster (2.)                 |
| 1955/56 | Heider SV (1.)                      |
| 1956/57 | VfB Lübeck (1.), Phönix Lübeck (2.) |
| 1957/58 | keiner                              |
| 1958/59 | VfB Lübeck (2.)                     |
| 1959/60 | Heider SV                           |
| 1960/61 | keiner                              |
| 1961/62 | VfB Lübeck (2.)                     |
| 1962/63 | SV Friedrichsort (2.)               |
| 1963/64 | keiner                              |
| 1964/65 | Itzehoer SV (1.)                    |
| 1965/66 | keiner                              |
| 1966/67 | Phönix Lübeck (1.)                  |
| 1967/68 | Heider SV (2.)                      |
| 1968/69 | keiner                              |
| 1969/70 | Heider SV (2.)                      |
| 1970/71 | keiner                              |
| 1971/72 | keiner                              |
| 1972/73 | keiner                              |
| 1973/74 | Flensburg 08 (1.)                   |
| 1974/75 | keiner                              |
| 1975/76 | keiner                              |

| Saison  | Verein(e)                                    |
| ------- | -------------------------------------------- |
| 1976/77 | VfB Lübeck (1.)                              |
| 1977/78 | Phönix Lübeck (1.)                           |
| 1978/79 | keiner                                       |
| 1979/80 | keiner                                       |
| 1980/81 | keiner                                       |
| 1981/82 | keiner                                       |
| 1982/83 | keiner                                       |
| 1983/84 | keiner                                       |
| 1984/85 | keiner                                       |
| 1985/86 | keiner                                       |
| 1986/87 | keiner                                       |
| 1987/88 | TuS Hoisdorf (1.)                            |
| 1988/89 | keiner                                       |
| 1989/90 | Eutin 08 (2.)                                |
| 1990/91 | keiner                                       |
| 1991/92 | keiner                                       |
| 1992/93 | VfB Lübeck (1.)                              |
| 1993/94 | Holstein Kiel II (1.), Heider SV (2.),       |
| 1993/94 | SV Sereetz (3.), TSV Pansdorf (4.),          |
| 1993/94 | Phönix Lübeck (5.), Itzehoer SV (6.),        |
| 1993/94 | TSB Flensburg (7.), Flensburg 08 (8.)        |
| 1994/95 | TSV Nord Harrislee (1.), VfR Neumünster (2.) |
| 1995/96 | TSB Flensburg (1.)                           |
| 1996/97 | TSV Altenholz (1.)                           |
| 1997/98 | TuS Felde (1.), Phönix Lübeck (2.)           |
| 1998/99 | Eichholzer SV (1.), TSV Lägerdorf (2.)       |

| Saison    | Verein(e)                                              |
| --------- | ------------------------------------------------------ |
| 1999/2000 | VfR Neumünster (1.)                                    |
| 2000/01   | Husumer SV (1.), Flensburg 08 (2.), FC Kilia Kiel (3.) |
| 2001/02   | Holstein Kiel II (1.), TSB Flensburg (2.)              |
| 2002/03   | FT Eider Büdelsdorf (1.), TSV Kropp (2.)               |
| 2003/04   | VfB Lübeck II (1.)                                     |
| 2004/05   | TSV Kropp (2.)                                         |
| 2005/06   | SV Henstedt-Rhen (1.)                                  |
| 2006/07   | VfB Lübeck II (3.)                                     |
| 2007/08   | keiner                                                 |
| 2008/09   | keiner                                                 |
| 2009/10   | keiner                                                 |
| 2010/11   | keiner                                                 |
| 2011/12   | VfR Neumünster (1.), ETSV Weiche (2.)                  |
| 2012/13   | SV Eichede (1.)                                        |
| 2013/14   | VfB Lübeck (1.)                                        |
| 2014/15   | TSV Schilksee (1.)                                     |
| 2015/16   | SV Eichede (1.)                                        |
| 2016/17   | Eutin 08 (1.)                                          |
| 2017/18   | Holstein Kiel II (3.)                                  |
| 2018/19   | Heider SV (4.)                                         |
| 2019/20   | 1. FC Phönix Lübeck (2.)                               |
| 2020/21   | keiner, da Saisonabbruch                               |
| 2021/22   | keiner                                                 |
| 2022/23   | FC Kilia Kiel (1.)                                     |
| 2023/24   | SV Todesfelde (1.)                                     |

### Rekorde
Mit zwölf Titeln ist der VfB Lübeck Rekordmeister, gefolgt vom Itzehoer SV mit acht Titeln. Der Heider SV und der VfR Neumünster gewannen die Meisterschaft je siebenmal. Holstein Kiel II (früher „Amateure“) folgt mit sechs gewonnenen Titeln.
|  | Verein           | Meister | Jahr                                                                   |
|  | ---------------- | ------- | ---------------------------------------------------------------------- |
|  | VfB Lübeck       | 12      | 1951, 1952, 1955, 1957, 1975, 1977, 1987, 1989, 1990, 1992, 1993, 2014 |
|  | Itzehoer SV      | 8       | 1948, 1949, 1950, 1954, 1965, 1985, 1986, 2005                         |
|  | VfR Neumünster   | 7       | 1953, 1966, 1976, 1980, 2000, 2011, 2012                               |
|  | Heider SV        | 7       | 1956, 1958, 1959, 1960, 1962, 1963, 1983                               |
|  | Holstein Kiel II | 6       | 1961, 1994, 2002, 2008, 2009, 2010                                     |

Weitere Rekorde:
| Rang | Mannschaft          | Punkte |
| ---- | ------------------- | ------ |
| 1    | Heider SV           | 2661   |
| 2    | Flensburg 08        | 2500   |
| 3    | VfR Neumünster      | 2343   |
| 4    | FC Kilia Kiel       | 1882   |
| 5    | Itzehoer SV         | 1800   |
| 6    | Schleswig 06        | 1687   |
| 7    | Holstein Kiel II    | 1620   |
| 8    | 1. FC Phönix Lübeck | 1563   |
| 9    | VfB Kiel            | 1369   |
| 10   | VfB Lübeck          | 1357   |

- Den frühesten Meistertitel erreichte der VfB Lübeck in der Saison 2013/14 am 28. Spieltag nach nur 27 Spielen.
- Unter Berücksichtigung der real erzielten Punkte (also bis 1994/95 zwei für einen Sieg und ab 1995/96 deren drei) erzielte der VfB Lübeck in der Saison 2013/14 mit 93 Punkten (unter Berücksichtigung eines Abzuges von drei Punkten) die meisten Punkte in einer Saison, gefolgt von Holstein Kiel II mit 90 Punkten in der Saison 2007/08 und vom TSV Kropp mit 85 Punkten in der Saison 2006/07.
- Die wenigsten real erzielten Punkte in einer Saison gab es mit einem Punkt für den Eckernförder SV in der abgebrochenen Saison 2019/20 und mit je drei für den TSV Neustadt (1952/53) und für den TSV Plön (1989/90). In der Saison 1947/48 mit drei Staffeln erzielten der Oldenburger SV und der VfL Kellinghusen ebenfalls nur drei Punkte.
- Die meisten Tore in einer Saison erzielte der VfB Lübeck (2013/14) mit 116 Treffern, gefolgt vom VfR Neumünster (1954/55) und Holstein Kiel II (2007/08) mit je 113 Treffern.
- Die wenigsten Tore innerhalb einer Saison schoss Olympia Schwartau 1991/92 mit 12 Treffern, gefolgt vom TSV Plön 1996/97 mit 14 Treffern. Inklusive der Saison 1947/48 konnte der VfL Kellinghusen die wenigsten Treffer erzielen: elf.
- Die meisten Gegentreffer innerhalb einer Saison kassierte mit der Anzahl von 168 der TSV Neustadt 1952/53, gefolgt von 153 Gegentreffern des FC Union Neumünster in der Saison 1954/55.
- Mit je 17 Gegentreffern kassierten hingegen der NTSV Strand 08 in der Saison 1978/79, Holstein Kiel II in der Saison 2001/02 und der VfB Lübeck in der Saison 2013/14 die geringste Anzahl.
- Die größte Tordifferenz hatte der VfB Lübeck mit +99 in der Saison 2013/14.
- Der Zuschauerrekord datiert vom 17. April 1955, als 14.000 Zuschauer das Spiel VfB Lübeck – Heider SV (2:0) sahen; seit Klassifizierung als Oberliga 2008/09 steht der Zuschauerrekord bei 2.700 Zuschauern (Heider SV gegen Tura Meldorf im August 2015)
- Dem VfB Lübeck gelang sechsmal der Aufstieg in die nächsthöhere Liga (hinzu kommen zwei Aufstiege der 2. Mannschaft des VfB), gefolgt von Phönix Lübeck (5×) und dem Heider SV (4×).
- Die meisten Jahre in der höchsten schleswig-holsteinischen Liga seit 1947 verbrachte Flensburg 08 (2016/17 in der 56. und letzten Saison) vor dem Heider SV (2018/19 in der 50. Saison)
- Die ungeschlagene Meisterschaft gelang dem VfR Neumünster in der Saison 2010/11 und dem VfB Lübeck in der Saison 2013/14.
- Die Teams aus der kreisfreien Stadt Kiel sammelten mit zusammengenommen 8.085 Punkte (nach der Drei-Punkte-Regel) die meisten Punkte vor denjenigen aus der kreisfreien Stadt Lübeck (5.853 Punkte) und aus dem Kreis Ostholstein (4.395 Punkte).

## Vorgängerligen
Vorgängerligen der Oberliga Schleswig-Holstein waren als höchste schleswig-holsteinische Spielklasse ab 1921 die Nordkreisliga (1921/22, erstklassig, eine Staffel); die Bezirksliga Schleswig-Holstein (1922/23–1927/28, und zwar 1922 bis 24 eine Staffel, ab 1924/25 zwei Staffeln, erstklassig); die Oberliga Schleswig-Holstein (1929/30 – 1932/33, eine Staffel, erstklassig); die Bezirksklasse Schleswig-Holstein (1933/34 – 1938/39, zwei Staffeln, zweitklassig); die Gauklasse Schleswig-Holstein (1942/43 – 1944/45, eine Staffel, erstklassig), in Kiel und Lübeck Stadtligen nach Abbruch der Gauligasaison 1944/45, die Bezirksmeisterschaften (1945/46 – 1946/47, 1945/46: auch A-Klasse genannt, vier Staffeln, erstklassig, 1946/47: auch Erste Klasse genannt mit anschl. Landesmeisterschaft, sechs Staffeln erstklassig) sowie weitgehend hier berücksichtigte dreigeteilte zweitklassige Landesliga in der Saison 1947/48. In der Saison 1928/29 fand übrigens kein offizieller Spielbetrieb statt, dennoch wird aufgrund der neben der „Runde der Zehn“ auf Freundschaftsspielbasis ausgetragenen schleswig-holstein-weiten Begegnungen nach einzelnen Quellen irrtümlich Olympia Neumünster als Meister des Landes angegeben. Lübeck bildete vor 1933 zusammen mit Mecklenburg eine höchste Spielklasse mit wechselnden Namen (Ostkreisliga, Bezirksliga Lübeck-Mecklenburg, Oberliga Lübeck-Mecklenburg).

## Landes- und Verbandsligen
Außer für diese Liga fanden die Namen Verbandsliga wie auch Landesliga auch zwischen 1968 und 1999 für die nachfolgenden zwei schleswig-holsteinischen Ligen Verwendung; siehe: Landesliga Schleswig-Holstein (1968–1999). Von 2008 bis 2017 wurden die klassentieferen vier Ligen Verbandsliga genannt; siehe Verbandsliga Schleswig-Holstein (ab 2008), seit 2017 werden die zwei klassentieferen Ligen Landesliga genannt; siehe Landesliga Schleswig-Holstein (seit 2017).